# Старе Бринкі
Старе Бринки (пол. Stare Brynki, до 1945 —нім. Brünken) — село в адміністративному районі Ґміна Грифіно, в межах Грифінського повіту, Західнопоморського воєводства, на північному заході Польщі, недалеко від німецького кордону. Знаходиться 8 км на північний схід від Грифіно та 14 км на південь від столиці регіону Щецина.
До 1945 року місто було частиною Німеччини й носило назву Брюнкен.
У 1975—1998 — місто адміністративно належало до провінції Щецін. Поточну назву було затверджено 12 листопада 1946 року.